# Klavdia Smola
Klavdia Smola (russisch Клавдия Смола; * 1974 in Moskau) ist eine deutsche Literaturwissenschaftlerin, Kulturwissenschaftlerin und Slawistin russischer Herkunft. Seit 2019 ist sie Lehrstuhlinhaberin der Professur für Slavische Literaturwissenschaft an der TU Dresden.

## Leben
Klavdia Smola studierte Russistik an der Moskauer Staatlichen Universität (MGU) und Ostslavische Philologie an der Universität Tübingen. Sie siedelte 1997 nach Deutschland um und verteidigte 2004 ihre Doktorarbeit über „Formen und Funktionen der Intertextualität im Prosawerk von Anton Čechov“ an der Universität Tübingen am Lehrstuhl von Rolf-Dieter Kluge. Zwischen 2005 und 2009 arbeitete sie als Dozentin für russische Literatur an der MGU. Ab 2010 war sie als wissenschaftliche Assistentin an der Universität Greifswald tätig, wo sie sich 2016 mit der Schrift „Wiedererfindung der Tradition: Russisch-jüdische Literatur der Gegenwart“ (Gutachter: Ulrike Jekutsch, Walter Koschmal und Michail Krutikov) habilitierte. In den Jahren 2016–2017 vertrat sie die vakante Professur für Slawische Literaturwissenschaft an der Uni Greifswald. Anschließend forschte sie als Research Fellow am Kulturwissenschaftlichen Kolleg Konstanz (Exzellenzcluster „Kulturelle Grundlagen der Integration“) und wurde zum Sommersemester 2019 auf die W3-Professur für Slavische Literaturwissenschaft an der Technischen Universität Dresden berufen. Im Wintersemester 2023–2024 war sie Gastprofessorin an der Columbia University in New York.
Klavdia Smola ist die Autorin von zahlreichen Arbeiten über die jüdische Literatur und Kultur in Osteuropa, den Postkolonialismus im postkommunistischen Osteuropa, die russophonen (post)sowjetischen Literaturen, die Kulturen des sowjetischen Untergrunds und die politische Kunst der neuesten Gegenwart. Ihre Bücher, Sammelbände und Themenhefte erschienen unter anderem in Oxford University Press, Cambridge University Press, Palgrave Macmillan, Elsevier and Academic Studies Press.
Klavdia Smola ist Vertrauensdozentin der Friedrich-Ebert-Stiftung sowie der Studienstiftung des deutschen Volkes und Mitherausgeberin der „Zeitschrift für Slawistik“ und des „Bulletins der deutschen Slavistik“.

## Publikationen
- Klavdia Smola, Ilya Kukulin, and Annelie Bachmaier (Eds.): (Counter-)Archive: Memorial Practices of the Soviet Underground. Palgrave Macmillan, London, 2024[10]
- Klavdia Smola. Reinventing Tradition. Russian-Jewish Literature between Soviet Underground and Post-Soviet Deconstruction. Boston, Academic Studies Press, 2023
- Mark Lipovetsky, Tomáš Glanc, Maria Engström, Ilja Kukuj, and Klavdia Smola (Eds.). The Oxford Handbook of Soviet Underground Culture (1932-1990). Oxford University Press, 2024
- Evgeny Dobrenko, Klavdia Smola (Eds.). Cluster "(Multi)national Faces of Socialist Realism—Beyond the Russian Literary Canon". Slavic Review, Volume 81, Issue 4 - Winter 2022. Cambridge University Press
- Клавдия Смола. Изобретая традицию. Современная русско-еврейская литература. Москва, Новое литературное обозрение, 2021.
- Maxim D. Shrayer, Roman Katsman, and Klavdia Smola (Eds.): The Parallel Universes of David Shrayer-Petrov: A Collection Published on the Occasion of the Writer’s 85th Birthday, Boston, Academic Studies press, 2021. In russischer Übersetzung: Параллельные вселенные Давида Шраера-Петрова. Сборник статей и материалов к 85-летию писателя. Ред.-сост.: Клавдия Смола, Рома Кацман, Максим Д. Шраер. Спб.: Academic Studies Press, Библиороссика, 2021
- Klavdia Smola: Wiedererfindung der Tradition: Russisch-jüdische Literatur der Gegenwart. Böhlau-Verlag. Wien, Köln, Weimar, 2019.
- Klavdia Smola (Hrsg.): Salto mortale. Politik und Kunst im neuen Osteuropa. Themenheft der Zeitschrift Osteuropa, 69/5, 2019.
- Klavdia Smola, Mark Lipovetsky (Eds.): Russia – Culture of (Non-)Conformity: From the Late Soviet Era to the Present. Special Issue of the Journal Russian Literature, Vol. 96–98, 2018.
- Klavdia Smola (Ed.): Jewish Underground Culture in the late Soviet Union. Special Issue of the Journal East European Jewish Affairs, Vol. 48, 1, 2018.
- Klavdia Smola, Dirk Uffelmann (Eds.): Postcolonial Slavic Literatures after Communism, Frankfurt am Main, Peter Lang, 2016.
- Klavdia Smola, Olaf Terpitz (Hrsg.): Jüdische Räume und Topographien in Ost(mittel)europa. Konstruktionen in Literatur und Kultur. Wiesbaden, Harrassowitz Verlag, 2014.
- Klavdia Smola (Hrsg.): Osteuropäisch-jüdische Literaturen im 20. und 21. Jahrhundert: Identität und Poetik / Eastern European Jewish Literature of the 20th and 21st Centuries: Identity and Poetics. München, Otto Sagner, 2013.
- Klavdia Smola: Formen und Funktionen der Intertextualität im Prosawerk von Anton Čechov. Otto Sagner. München, 2004.